# Associação de Radioamadores de Cascais
A Associação de Radioamadores de Cascais - ARLC foi fundada a 28 de dezembro de 2011, é um entidade de utilidade pública e organização sem fins lucrativos. É licenciada pela ANACOM com o indicativo de chamada CS5ARLC. Surge da necessidade de promover a prática do radioamadorismo, fomentar o interesse pela eletrónica e telecomunicações, unir e prestar representatividade aos radioamadores, cooperar com as autoridades de proteção civil e atuar na divulgação e promoção de Cascais.
A ARLC dispõe de um espólio de infraestruturas de rádio tais como:

## Repetidor UHF analógico da Peninha
- O repetidor tem o indicativo CQ0UCAS e está localizado no Parque Natural Sintra-Cascais no Santuário da Peninha[4]
  - TX: 439,275 MHz; Shift: -7,600 kHz; CTCSS/PL tone: 74.4 Hz
- Localização no Google Maps

## Repetidor DMR digital de Cascais
- O repetidor tem o indicativo CQ0UCSC e foi o primeiro DMR digital em Portugal[5]. Está localizado na sede da ARLC em Alcabideche, Cascais conectado à rede mundial Brandmeister.[6][7]
  - TX: 438,725 MHz; Shift: -7,600; Color Code 1
- Localização no Google Maps

## Palestras e formações
Têm sido várias as palestras e sessões de formação organizadas pela ARLC tais como:
- 1ª palestra sobre Digital DMR
- Introdução à tecnologia SDR - Software Defined Radio
- Palestra e sessão de montagens kit's QRP em parceria com a CT-QRP
- Montagem de Kit's QRP

## Colaboração da ARLC com a Proteção Civil de Cascais e Bombeiros de Alcabideche
No âmbito do protocolo de colaboração entre a Associação de Radioamadores de Cascais e a Câmara Municipal de Cascais através do seu Serviço Municipal de Proteção Civil, várias foram as iniciativas neste âmbito:
- Participação na Semana da Proteção Civil de Cascais 2014
- Apresentação do Serviço Municipal de Proteção Civil de Cascais aos elementos da ARLC
- 1º Exercício de Comunicações de Emergência
- 2º Exercício de Comunicações de Emergência
- Entrevista da TV Portugal ao Presidente da ARLC
- Participação da ARLC no Simulacro de Emergência a convite dos Bombeiros Voluntários de Alcabideche

## JOTA/JOTI Jamboree no ar
Fruto de um protocolo entre a ARLC e o Grupo 12 de Escoteiros de Sassoeiros, todos os anos a ARLC participa neste dia especial dos Escoteiros/Escuteiros e Guias.
- Jamboree de 2012 com agrupamentos de Cascais que contou com cerca de 1000 participantes no Forte de Santo António da Barra - Estoril - Fotografias - Reportagem da TV Portugal
- Jamboree de 2013 com o Grupo 12 de Escoteiros de Sassoeiros
- Jamboree de 2014 com o Grupo 12 de Escoteiros de Sassoeiros - Atividades no quartel dos Bombeiros Voluntários de Alcabideche
- Jamboree de 2015 com o Grupo 12 de Escoteiros de Sassoeiros no Santuário da Peninha
- Jamboree de 2015 com o Grupo 12 de Escoteiros de Sassoeiros

## ARLC na Assembleia da República
A 27 de Maio de 2015 uma comitiva da Associação de Radioamadores de Cascais foi recebida na Assembleia da República para discutir o Decreto-Lei 53/2009 que regula o serviço de amador em Portugal.
- Comitiva da ARLC recebida na Assembleia da República
- Audiência Parlamentar Comissão para a Ética, a Cidadania e a Comunicação - Audiência Parlamentar Nº 22-CPECC-XII

## Atividades de Radioamadorismo
Participação no ILLW - Internacional Lighthouse Lightship Weekend
- Fotos - Farol do Cabo Raso 2015
- Fotos - Farol do Cabo Raso 2016

Field Day's
- Field Day no Santuário da Peninha